# 橋 (斯洛伐克政黨)
橋是斯洛伐克的一个中間偏右政黨，黨綱為促進該國匈牙利族少數族群與斯洛伐克族的合作。該黨曾為執政聯盟成員之一。
橋黨在2009年由因認為匈牙利族聯盟黨（Party of the Hungarian Coalition, SMK）太偏向民族主義而退黨的成員所成立。黨員有三分之二為匈牙利族，三分之一為斯洛伐克族。2010年斯洛伐克議會選舉，橋黨拿下10席，列在橋黨選舉名單的公民保守黨拿下4席。匈牙利族聯盟黨未能跨越5%門檻。

## 歷史
橋黨成立於2009年6月30日。黨魁貝拉·布加爾（Béla Bugár）曾在匈牙利族聯盟黨擔任黨魁長達十年。該黨希望代表匈牙利族利益，並與斯洛伐克族一同運作。

2009年到2021年時使用的政黨標誌

橋黨副主席魯道夫·赫梅爾（Rudolf Chmel）表示高漲的民族主義不能阻止尋求斯洛伐克族與匈牙利族間問題的共同解答。該黨黨員約60至65%是匈牙利族，35至40%是斯洛伐克族。
2010年斯洛伐克議會選舉，橋黨得票率達8.12%，拿下14席。橋黨在2012年的議會選舉取得13席。

## 選舉表現

### 國民議會
| 年   | 得票      | 得票率（%） | 席次     | 名次 | 執政     |
| ---- | --------- | ----------- | -------- | ---- | -------- |
| 2010 | 205,538   | 8.12        | 14 / 150 | 第5  | 聯合政府 |
| 2012 | 176,088 ▼ | 6.89 ▼      | 13 / 150 | 第4  | 否       |
| 2016 | 169,593 ▼ | 6.50 ▼      | 11 / 150 | 第7  | 聯合政府 |
| 2020 | 59,174 ▼  | 2.05 ▼      | 0 / 150  | 第13 | 議會外   |

## 外部連結
- （斯洛伐克文）官方網站 （页面存档备份，存于）